# Себастиан Вискаино
Себастиа̀н Вискаѝно (на испански: Sebastián Vizcaíno) е испански мореплавател, пътешественик-изследовател, търговец, военен и посланик на Испания в Япония.
Той е един от изследователите на Калифорния. Следва стъпките на Хуан Кабрильо и 60 години по-късно и за разлика от него успява да достигне до Северна Калифорния (днешно Сан Франциско). През 1611 г. заминава за Япония като посланик на Испания. Той дава съвременното име на град Сан Диего, кръщавайки го на католическия светец Диего де Алкала (San Diego de Alcalá).